# Oscar Lindberg
Oscar Lindberg (né le 29 octobre 1991 à Skellefteå) est un joueur professionnel suédois de hockey sur glace. Il évolue au poste de centre.

## Biographie

### Carrière en club
Formé au Skellefteå AIK il débute dans l'Elitserien en 2009. Au cours du repêchage d'entrée dans la KHL 2010, il est sélectionné au 7e tour, en 178e position par le HK Spartak Moscou. Lors du repêchage d'entrée dans la LNH 2010, il est choisi au 2e tour, à la 57e place au total par les Coyotes de Phoenix. Il part en Amérique du Nord en 2013. Il est assigné par les Rangers au Wolf Pack de Hartford, leur club ferme dans la Ligue américaine de hockey. Il joue son premier match dans la Ligue nationale de hockey le 24 février 2015 face aux Flames de Calgary. Il marque son premier but le 7 octobre 2015 chez les Blackhawks de Chicago.
Le 21 juin 2017, il est repêché par les Golden Knights de Vegas lors du repêchage d'expansion de la LNH 2017.
Le 25 février 2019, il est échangé aux Sénateurs d'Ottawa en compagnie de Erik Brännström et d'un choix de 2e ronde en 2020 en retour de Mark Stone et de Tobias Lindberg .

### Carrière internationale
Il représente la Suède au niveau international. Il prend part aux sélections jeunes.

## Statistiques

### En club

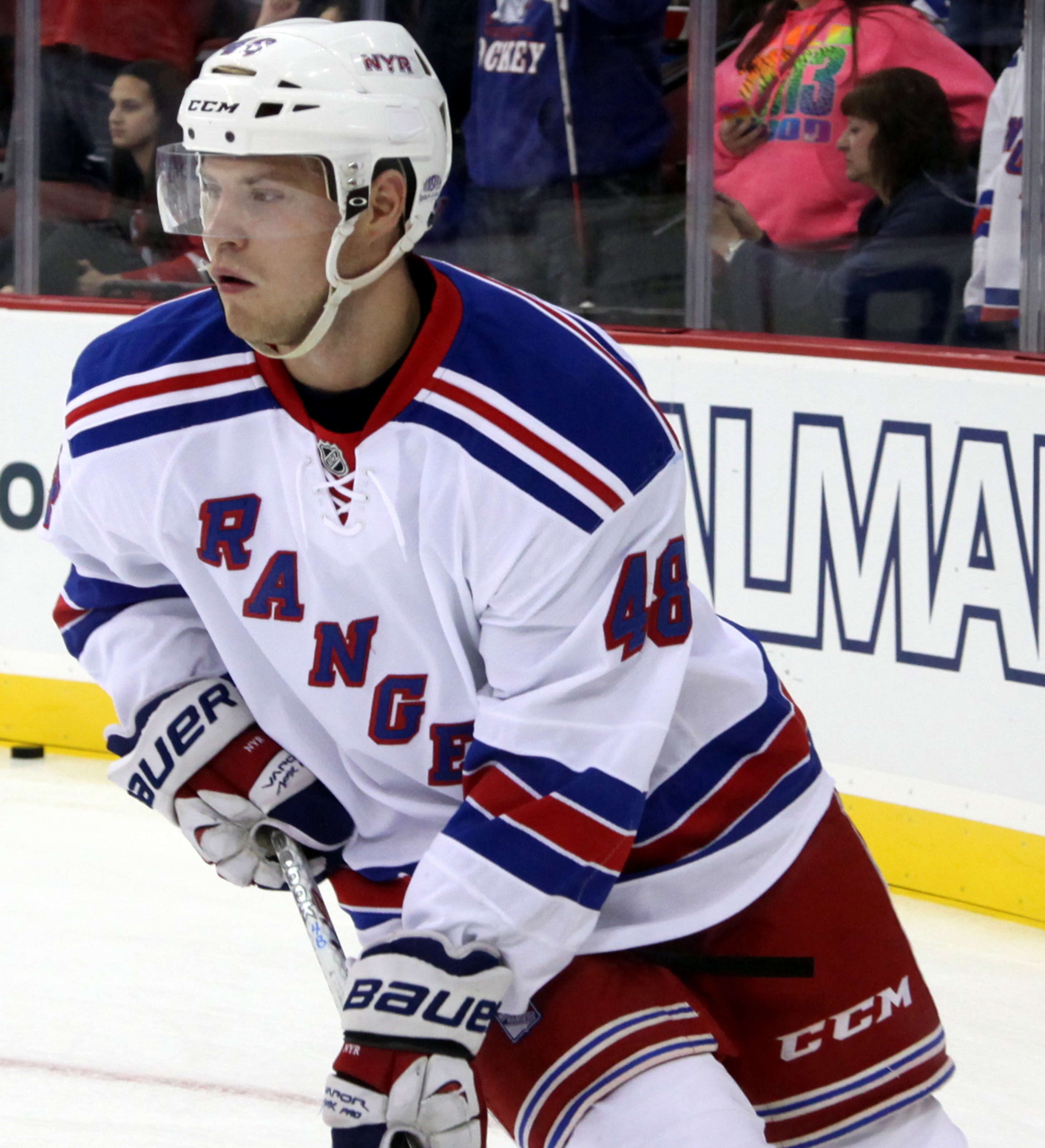
Oscar Lindberg en 2014.

| Saison     | Équipe                  | Ligue       |     | Saison régulière | Saison régulière | Saison régulière | Saison régulière | Saison régulière |   | Séries éliminatoires | Séries éliminatoires | Séries éliminatoires | Séries éliminatoires | Séries éliminatoires |
| Saison     | Équipe                  | Ligue       | PJ  | B                | A                | Pts              | Pun              | PJ               | B | A                    | Pts                  | Pun                  |                      |                      |
| 2009-2010  | Skellefteå AIK          | Elitserien  | 36  | 1                | 1                | 2                | 35               | 10               | 2 | 0                    | 2                    | 2                    |                      |                      |
| 2010-2011  | Skellefteå AIK          | Elitserien  | 41  | 5                | 9                | 14               | 31               | 18               | 3 | 4                    | 7                    | 4                    |                      |                      |
| 2011-2012  | Skellefteå AIK          | Elitserien  | 46  | 5                | 5                | 10               | 18               | 18               | 1 | 3                    | 4                    | 10                   |                      |                      |
| 2011-2012  | IF Sundsvall Hockey     | Allsvenskan | 5   | 1                | 1                | 2                | 2                | -                | - | -                    | -                    | -                    |                      |                      |
| 2012-2013  | Skellefteå AIK          | Elitserien  | 55  | 17               | 25               | 42               | 54               | 13               | 4 | 8                    | 12                   | 6                    |                      |                      |
| 2013-2014  | Wolf Pack de Hartford   | LAH         | 75  | 18               | 26               | 44               | 58               | -                | - | -                    | -                    | -                    |                      |                      |
| 2014-2015  | Wolf Pack de Hartford   | LAH         | 75  | 28               | 28               | 56               | 68               | 15               | 3 | 13                   | 16                   | 6                    |                      |                      |
| 2014-2015  | Rangers de New York     | LNH         | 1   | 0                | 0                | 0                | 0                | -                | - | -                    | -                    | -                    |                      |                      |
| 2015-2016  | Rangers de New York     | LNH         | 68  | 13               | 15               | 28               | 43               | 2                | 0 | 0                    | 0                    | 2                    |                      |                      |
| 2016-2017  | Rangers de New York     | LNH         | 65  | 8                | 12               | 20               | 32               | 12               | 3 | 1                    | 4                    | 2                    |                      |                      |
| 2017-2018  | Golden Knights de Vegas | LNH         | 63  | 9                | 2                | 11               | 14               | 3                | 0 | 1                    | 1                    | 2                    |                      |                      |
| 2018-2019  | Golden Knights de Vegas | LNH         | 35  | 4                | 8                | 12               | 24               | -                | - | -                    | -                    | -                    |                      |                      |
| 2018-2019  | Sénateurs d'Ottawa      | LNH         | 20  | 5                | 3                | 8                | 4                | -                | - | -                    | -                    | -                    |                      |                      |
| 2019-2020  | EV Zoug                 | NL          | 46  | 14               | 16               | 30               | 91               | -                | - | -                    | -                    | -                    |                      |                      |
| 2020-2021  | HK Dinamo Moscou        | KHL         | 44  | 11               | 25               | 36               | 80               | 10               | 3 | 1                    | 4                    | 6                    |                      |                      |
| 2021-2022  | HK Dinamo Moscou        | KHL         | 24  | 9                | 16               | 25               | 12               | 11               | 2 | 7                    | 9                    | 15                   |                      |                      |
| 2022-2023  | EV Zoug                 | NL          | 51  | 16               | 26               | 42               | 44               | 9                | 1 | 6                    | 7                    | 8                    |                      |                      |
| Totaux LNH | Totaux LNH              | Totaux LNH  | 252 | 39               | 40               | 79               | 117              | 17               | 3 | 2                    | 5                    | 6                    |                      |                      |

### En équipe nationale
| Année | Équipe         | Compétition                          |    | PJ | B | A | Pts | Pun | +/-           |  | Résultat |
| 2009  | Suède - 18 ans | Championnat du monde moins de 18 ans | 6  | 0  | 2 | 2 | 8   | 0   | 5e place      |  |          |
| 2011  | Suède - 20 ans | Championnat du monde junior          | 6  | 5  | 1 | 6 | 6   | +3  | 4e place      |  |          |
| 2013  | Suède          | Championnat du monde                 | 10 | 1  | 1 | 2 | 2   | +1  | Médaille d'or |  |          |
| 2017  | Suède          | Championnat du monde                 | 5  | 0  | 2 | 2 | 0   | +6  | Médaille d'or |  |          |
| 2021  | Suède          | Championnat du monde                 | 7  | 0  | 1 | 1 | 8   | 0   | 9e place      |  |          |